# هگزانیترواستیلبن
هگزانیترواستیلبن (به انگلیسی: Hexanitrostilbene) با فرمول شیمیایی C14H6N6O12 یک ترکیب شیمیایی با شناسه پاب‌کم 253628 است. که جرم مولی آن 450.23 g/mol می‌باشد. شکل ظاهری این ترکیب، پودر بلورین زرد است.